# Isabel Carvalho

Isabel Carvalho (Porto, 1977) é uma artista, escritora e editora portuguesa a viver no Porto, distinguida com o Prémio Amadeo de Souza Cardoso.

## Formação
Licenciada em Pintura (Faculdade de Belas Artes da Universidade do Porto), Mestre em Printmaking (Camberwell College of Arts — University of the Arts London ), Mestre em Design de Imagem (FBAUP) e Doutorada pela Faculdade de Letras da Universidade do Porto.   

## Arte
O seu percurso artístico caracteriza-se por uma forte componente experimental, sustenta-se na investigação, principalmente no domínio da filosofia e da literatura, e desenvolve-se no cruzamento das artes com as ciências e o conhecimento especulativo. Nos seus projetos aborda recorrentemente questões relativas à materialidade subjacente à linguagem e extensíveis às formas expressivas não-verbais, procurando sensibilizar e desejando poder contribuir para a preservação de ecossistemas de sociabilização diversificados. O seu trabalho tem-se desenvolvido na íntima articulação entre as artes visuais, a escrita, a edição e a publicação de livros, grupo de expressões ou meios que, ao longo dos últimos anos, tem vindo a expandir para a escultura e para a ocupação do espaço tridimensional. 
Expõe individual e coletivamente com regularidade, destacando-se, entre as mais recentes apresentações, as seguintes: Green Flames, Galeria Albarrán Bourdais (Madrid), Museu Mineiro, Galeria Quadrado Azul (Porto), Langages Tissés, Centre d’Arte Le Lait (Albi) e AR(a)C(hné)-EN-CIEL, Galeria Quadrado Azul (Lisboa), Strange Attractor, Pavilhão Branco (Lisboa) e Pés de barro, Galeria Municipal do Porto (Porto). Fez residências artísticas na Kusntlerhaus Bethanien, Berlim, Alemanha; Hangar, Barcelona, Espanha e Maaretta Jaukkuri Foundation, Lofoten, Noruega. Está representada em várias coleções públicas. 

## Prémios e reconhecimento
Em 2020 recebeu o prémio Amadeo de Souza Cardoso do Museu de Amarante.

## Edição
Foi responsável pelo projeto Navio Vazio, um espaço de ocupação temporária de experimentação editorial a três dimensões. Em 2017, iniciou a revista Leonorana, da qual é autora e editora. 